# Julienne des dames
Hesperis matronalis
Pour les articles homonymes, voir Julienne.
Espèce
Classification phylogénétique
Statut de conservation UICN

 LC  : Préoccupation mineure
La Julienne des dames (Hesperis matronalis) est une espèce de plantes à fleurs de la famille des Brassicaceae.
Elle est connue aussi sous les noms de girarde, giroflée des dames, violette de Damas, cassolette beurrée, aragone ou julienne des jardins.

## Nomenclature, étymologie
La première description botanique moderne est due à Linné sous le nom de Hesperis matronalis, publiée dans Species Plantarum 2: 663 en 1753.
Le nom de genre Hesperis est dérivé du grec έσπερις – hesperis, hesperidos, « du soir, de l’occident », dérivé de έσπέρα – hespera, « soir, occident ». Ces plantes exhalent leur parfum le soir. C’est ce qu’indiquait déjà le naturaliste romain Pline (Ier siècle) « L’hesperis a plus d’odeur la nuit, c’est de là qu’elle a trouvé son nom ».
L’épithète spécifique matronalis, « de femme mariée », est dérivé de matrona, « femme mariée ». Selon Sonnini, cet adjectif matronalis viendrait peut-être du besoin de « rappeler que les dames romaines furent les premières qui enlevèrent la julienne à son état sauvage, pour en orner et parfumer les parterres ».

## Taxonomie

### Nom vernaculaires
Julienne des dames, Giroflée des dames,.

### Synonymie
- Antoniana sylvestris Bubani, 1901
- Hesperis alba Mill., 1768
- Hesperis elata Hornem., 1819
- Hesperis heterophylla Ten., 1815
- Hesperis matronalis subsp. hortensis DC., 1821
- Hesperis matronalis subsp. sibirica Hayek
- Hesperis matronalis subvar. oblongifolia E.Fourn., 1866
- Hesperis matronalis var. oblongifolia (E.Fourn.) Rouy & Foucaud, 1895
- Hesperis oblongipetala Borbás, 1902
- Hesperis obtusa Moench, 1794
- Hesperis pontica Zapał., 1912
- Hesperis sibirica L., 1753
- Hesperis umbrosa Herbich, 1853

### Sous-espèces
- Hesperis matronalis subsp. inodora (L.) P.Fourn., 1936
- Hesperis matronalis L., 1753 subsp. matronalis
- Hesperis matronalis subsp. nivea (Baumg.) E.P.Perrier
- Hesperis matronalis subsp. voronovii (N.Busch) P.W.Ball, 1963

## Description
Elle se reconnaît à ses tiges élancées, à ses grands pétales pourpres, roses ou blancs, à ses feuilles pubescentes, à ses limbes découpés en dents pointues et à sa façon de croître en touffes éparses ou en colonies compactes dans des zones incultes,.

### Appareil végétatif
La julienne des dames, est une plante bisannuelle ou vivace, comportant une seule tige dressée de 40 à 110 cm de haut, couverte de poils réfléchis. Cette tige ramifiée au sommet porte des feuilles sur toute sa longueur. Les feuilles sont oblongues ou lancéolées, dentées, couvertes de poils courts qui les rendent rugueuses.

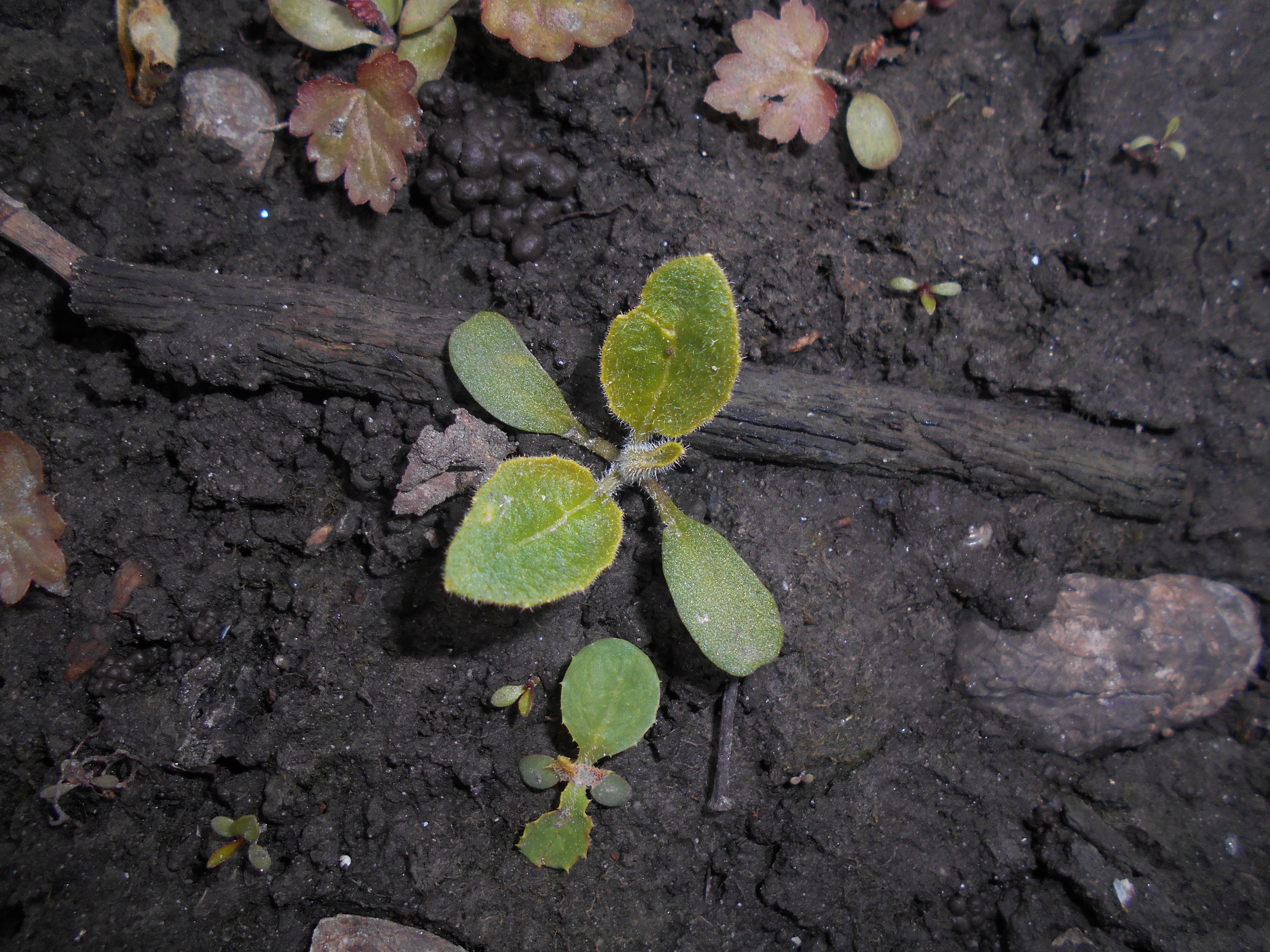
Plantule.
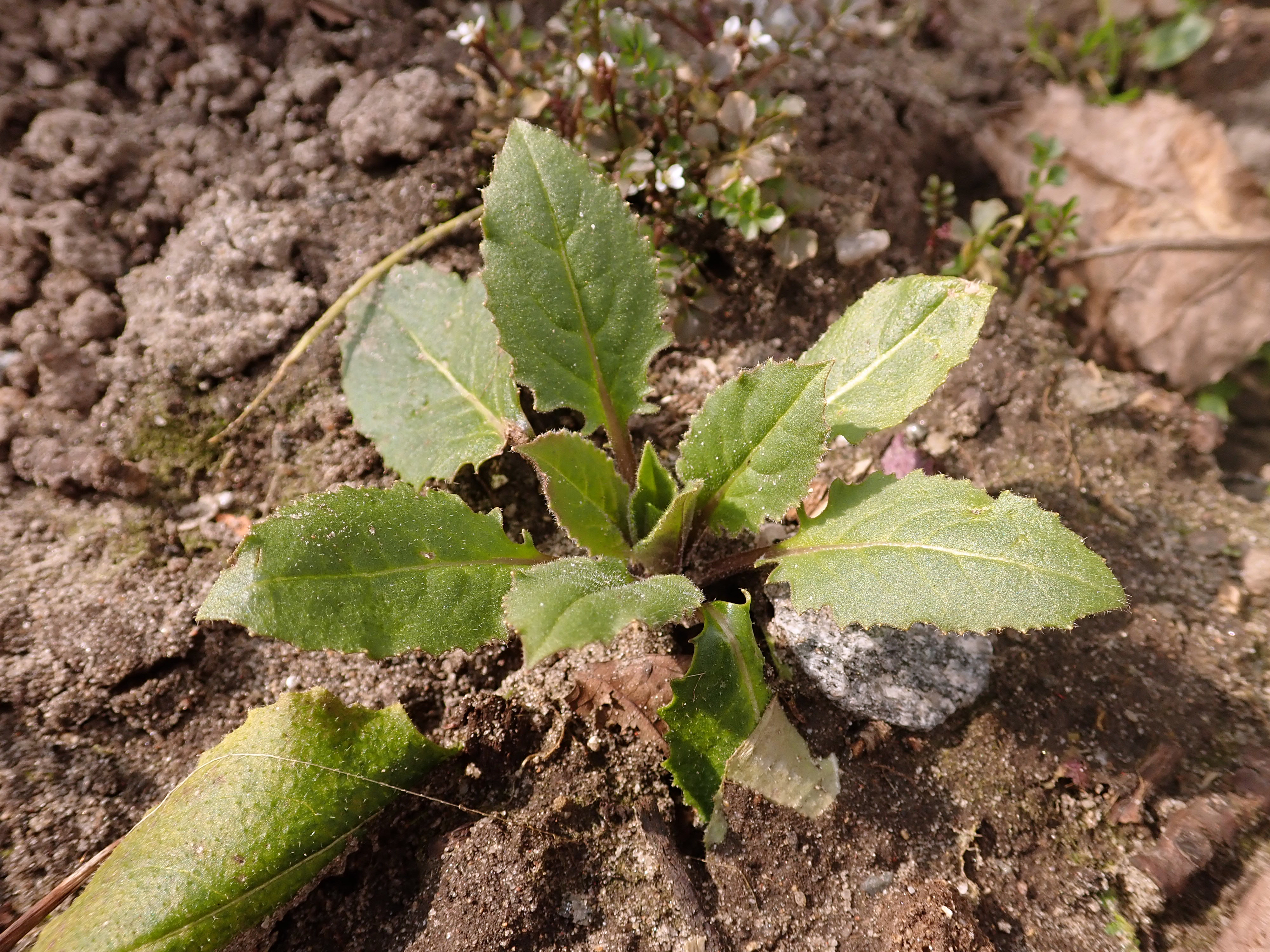
Jeune plante.
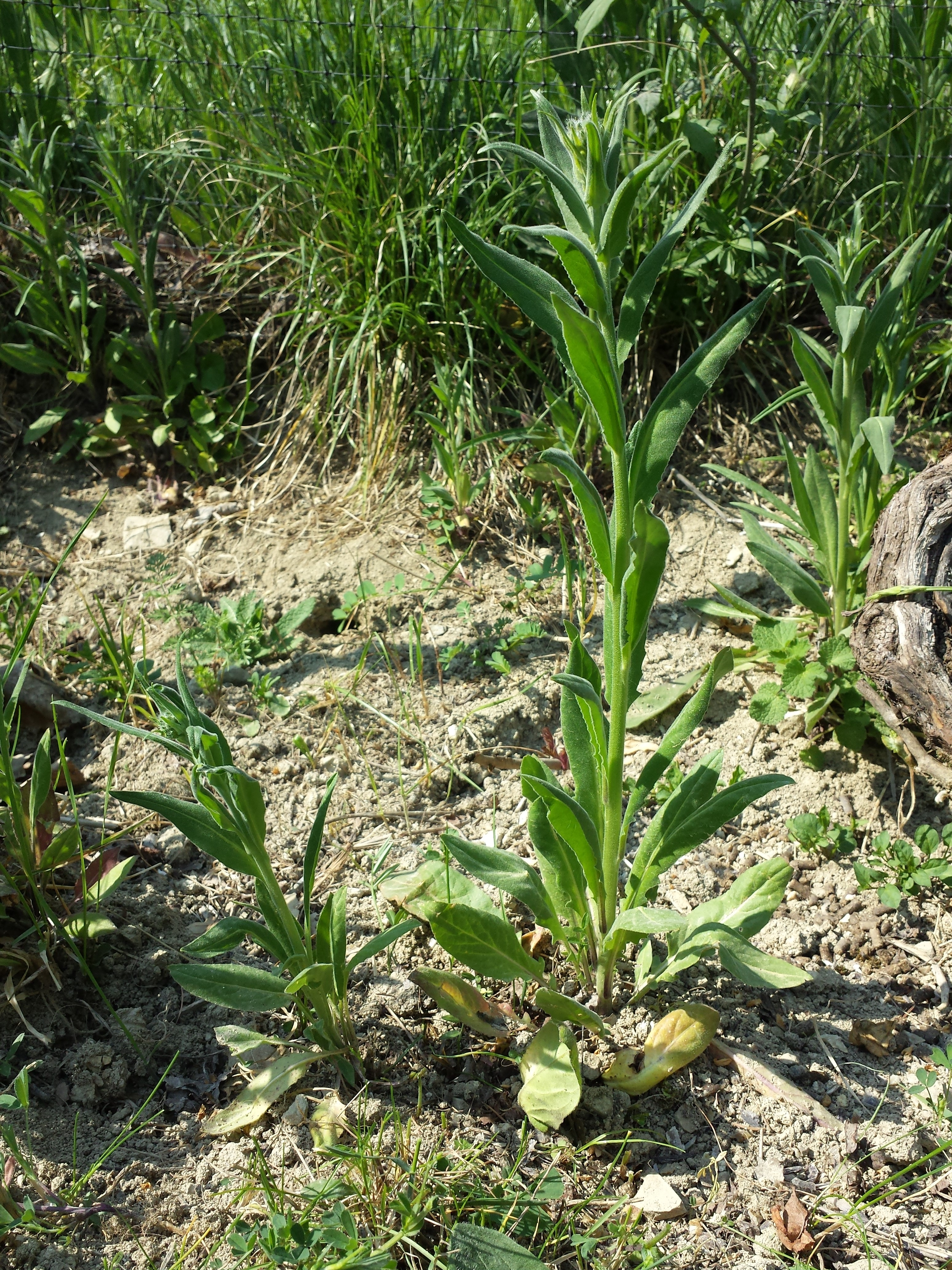
Plante.
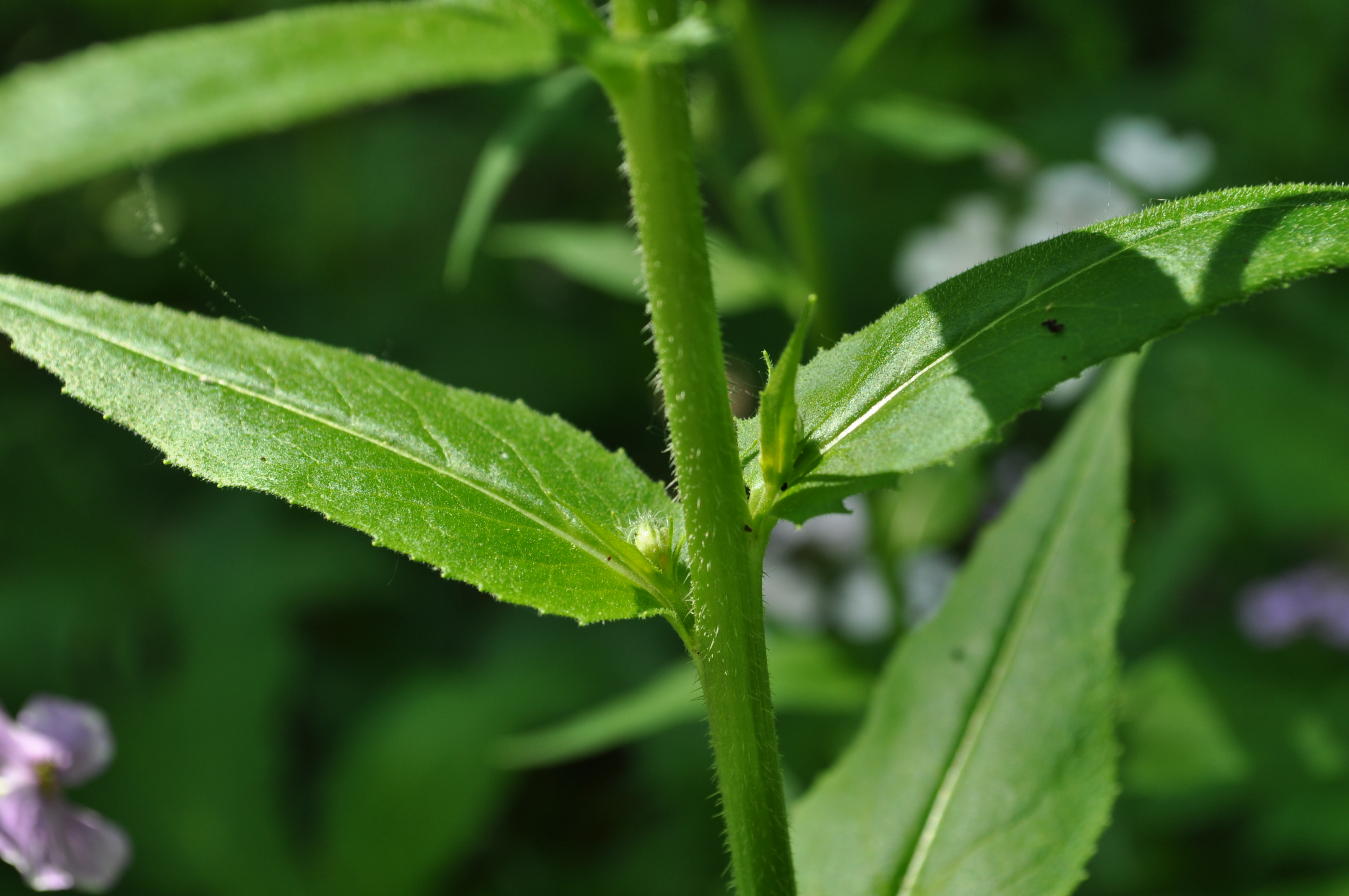
Tige.
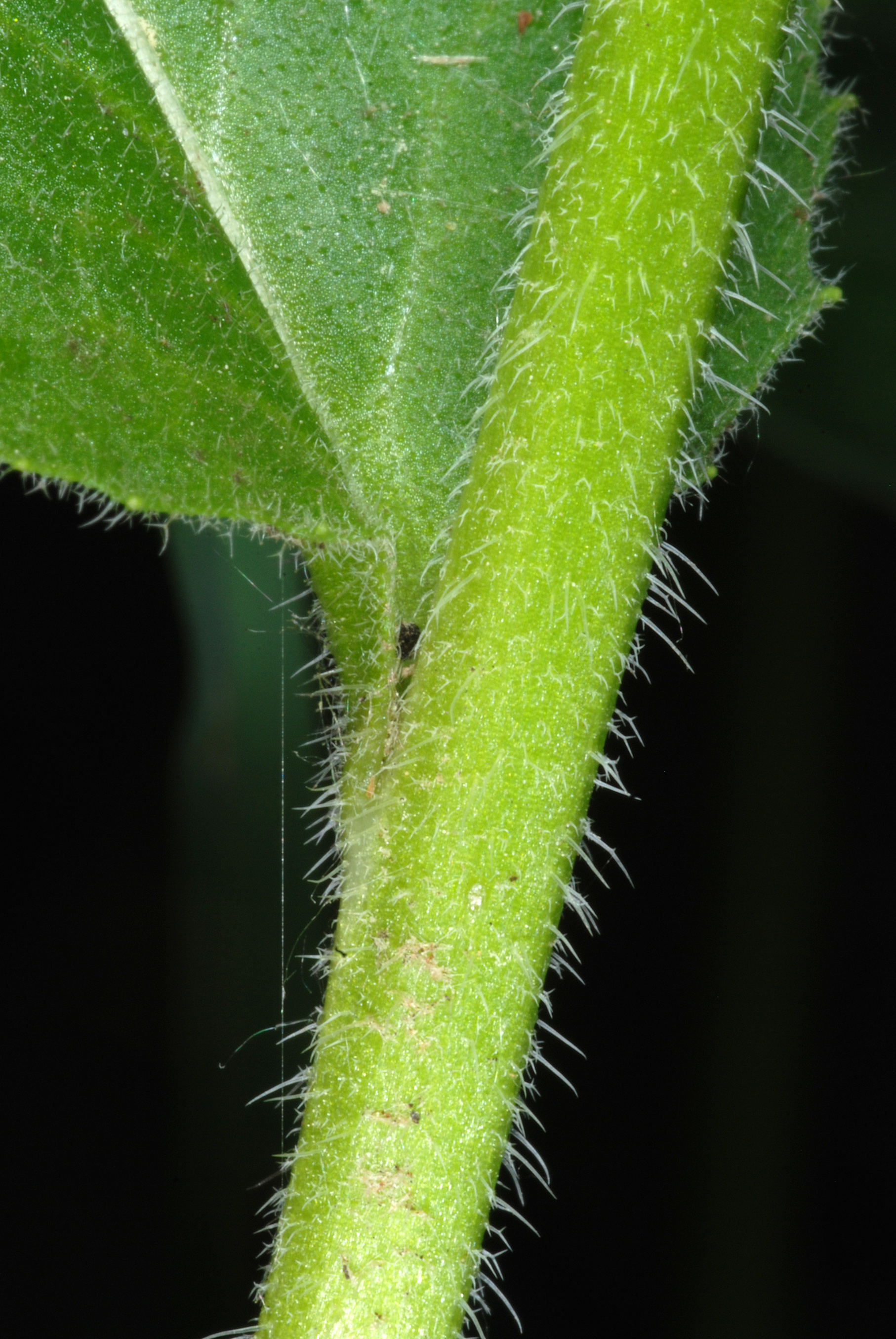
Tige, gros plan sur les poils.

### Appareil reproducteur
Les fleurs de 15–20 mm de diamètre sont de couleur lilas, blanches ou panachées, odorantes. Les sépales sont à peu près de même longueur que le pédicelle.
La floraison a lieu de mai à juillet. Le fruit est une silique ascendante, grêle, flexueuse ou courbée.

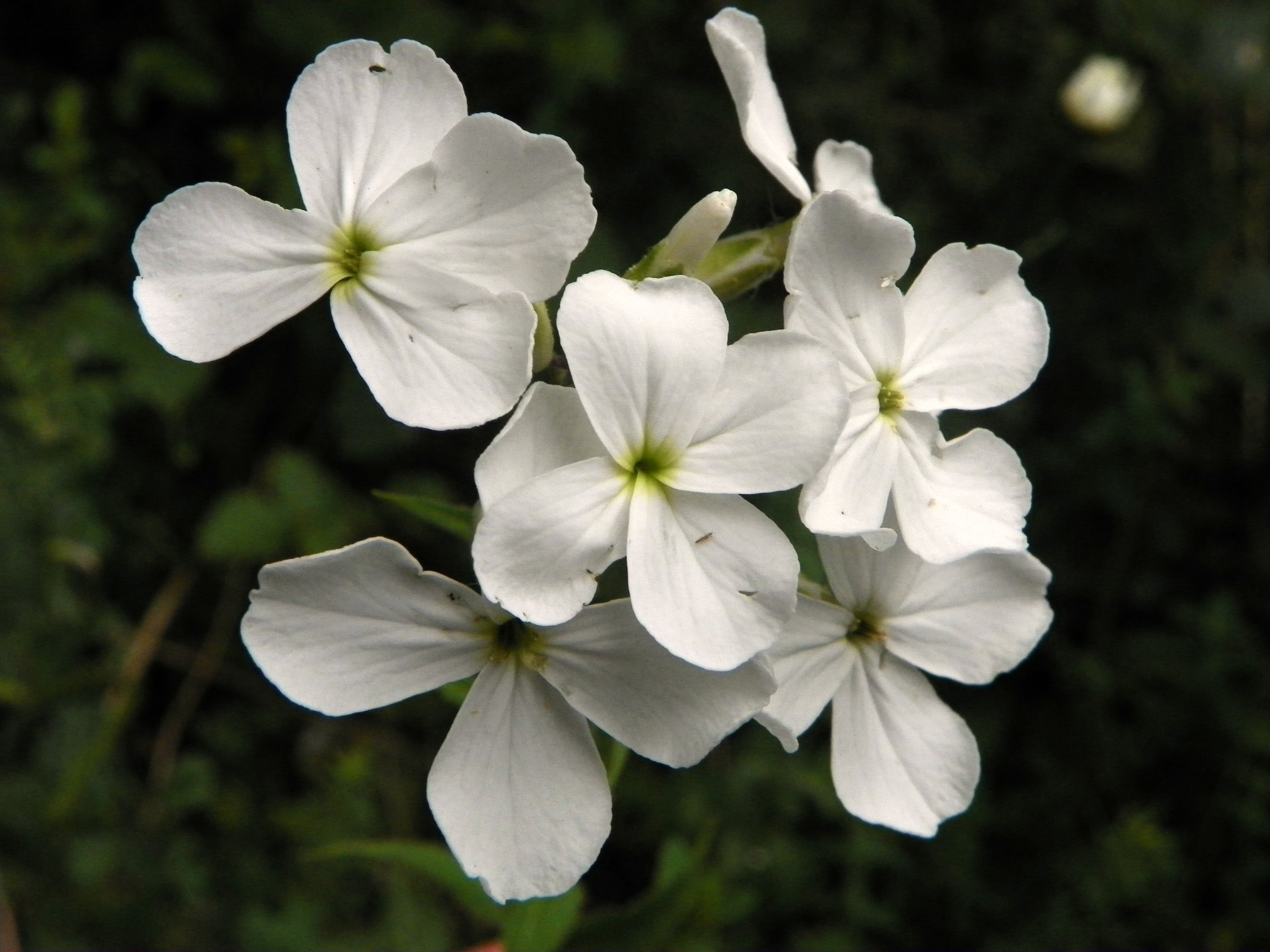
Fleurs.
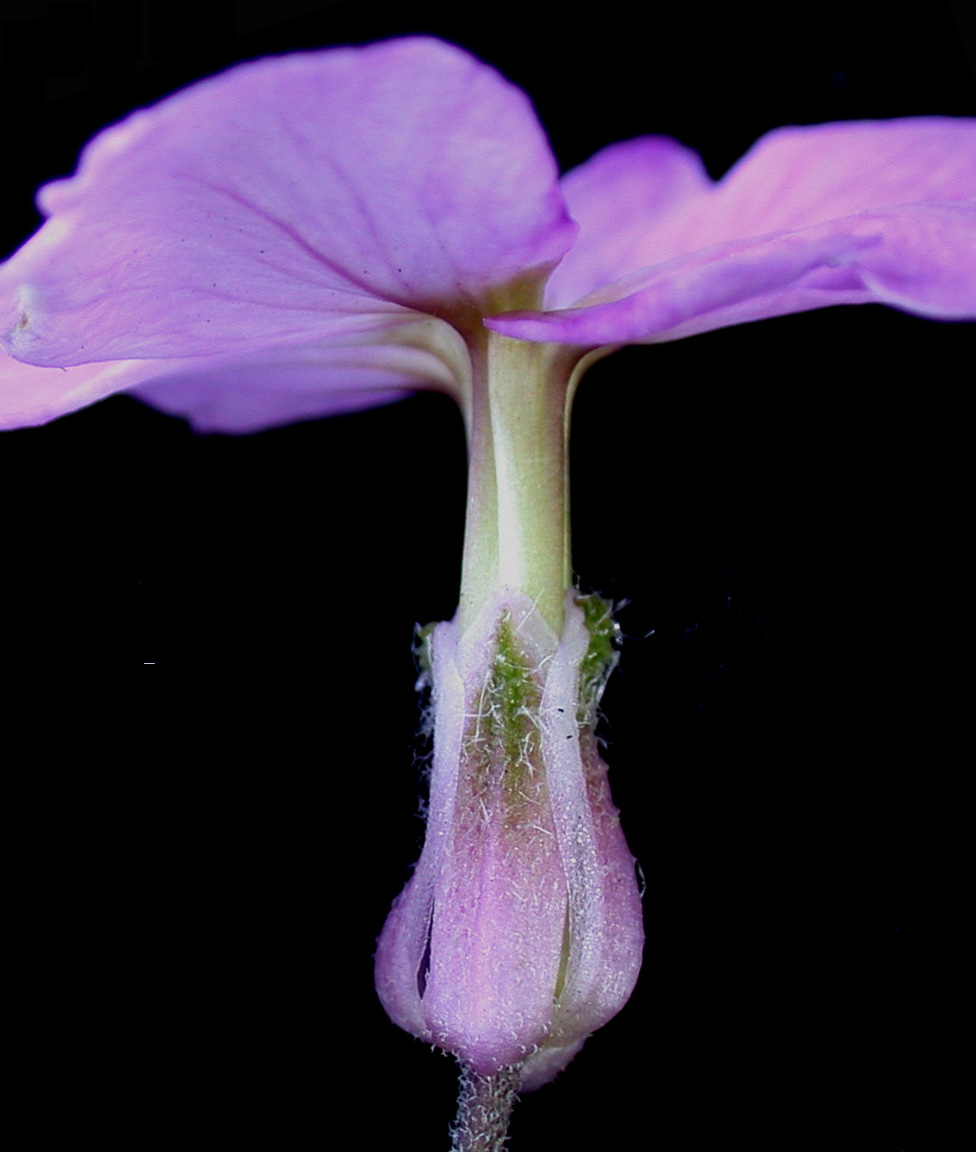
Fleur, calice et corolle.
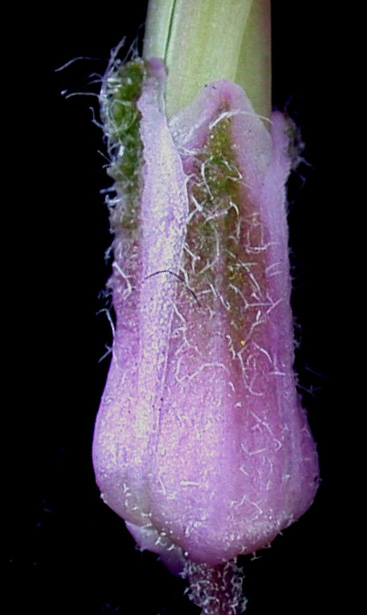
Fleur, sépale.
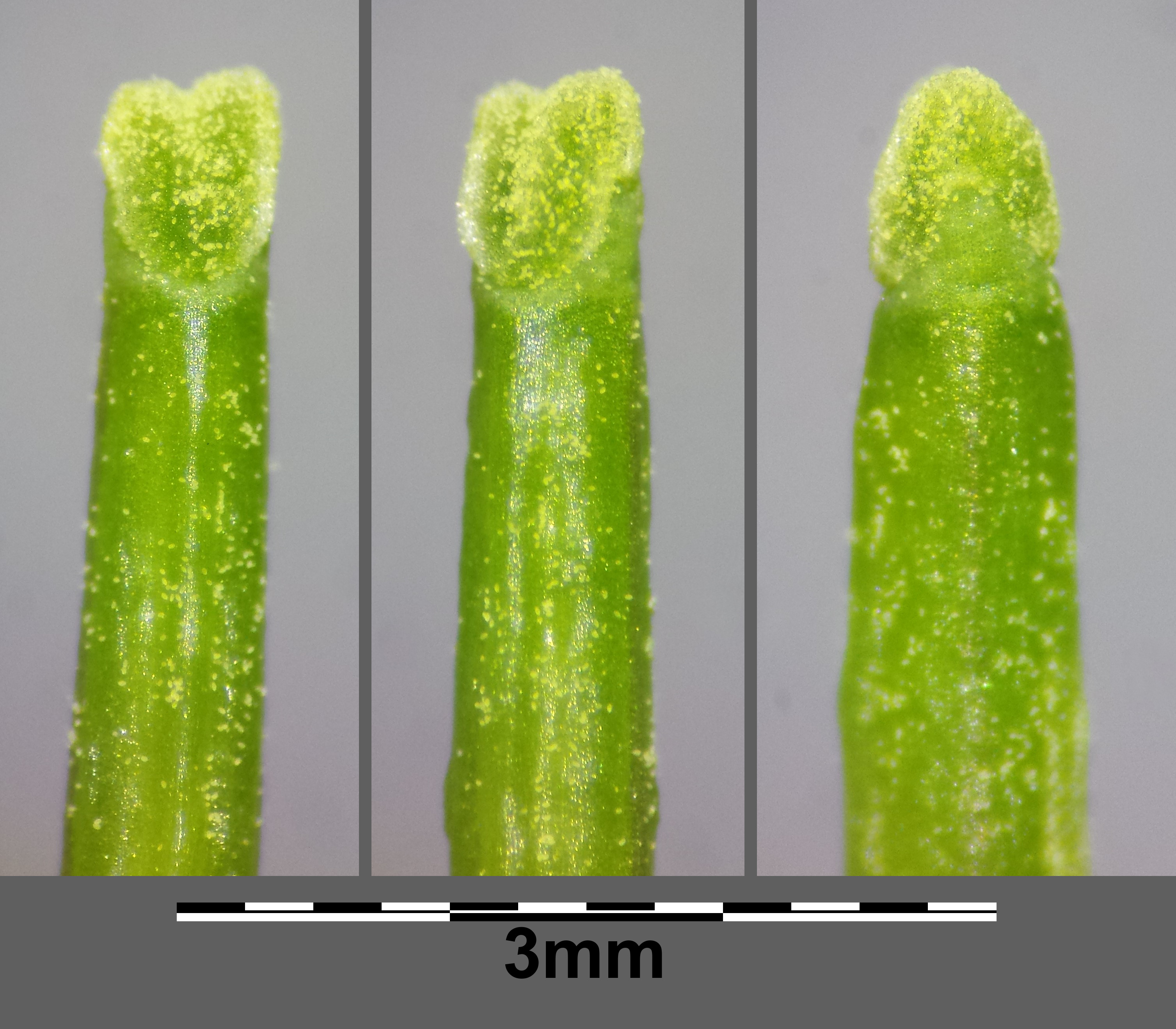
Stigmates.
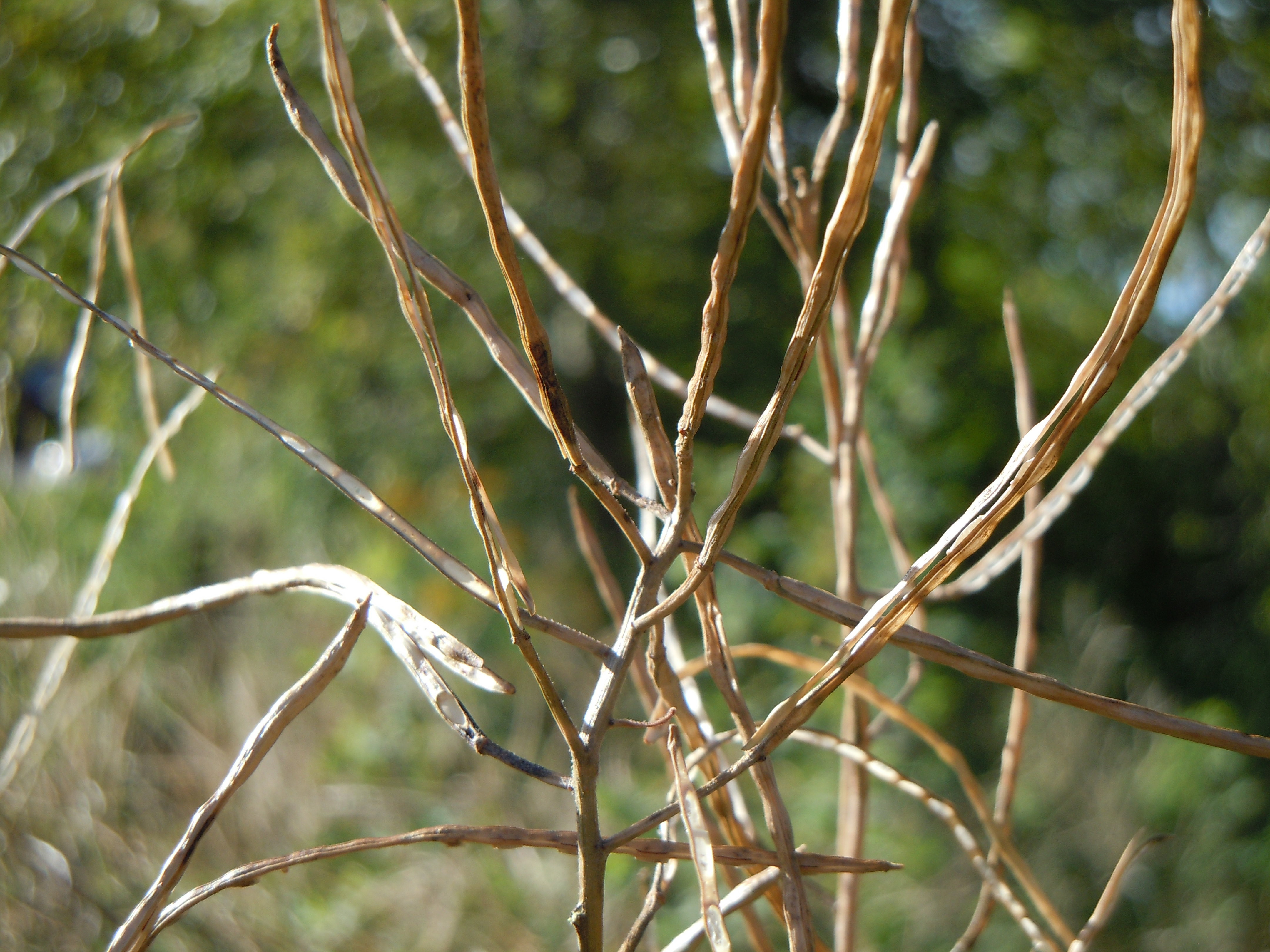
Enveloppes (siliques) contenant les graines.

## Habitat
Elle croît spontanément dans les lieux frais et ombragés, fourrés et forêts ripicoles, lisières forestières, chemins, coupes.
Elle est souvent subspontanée.

## Répartition

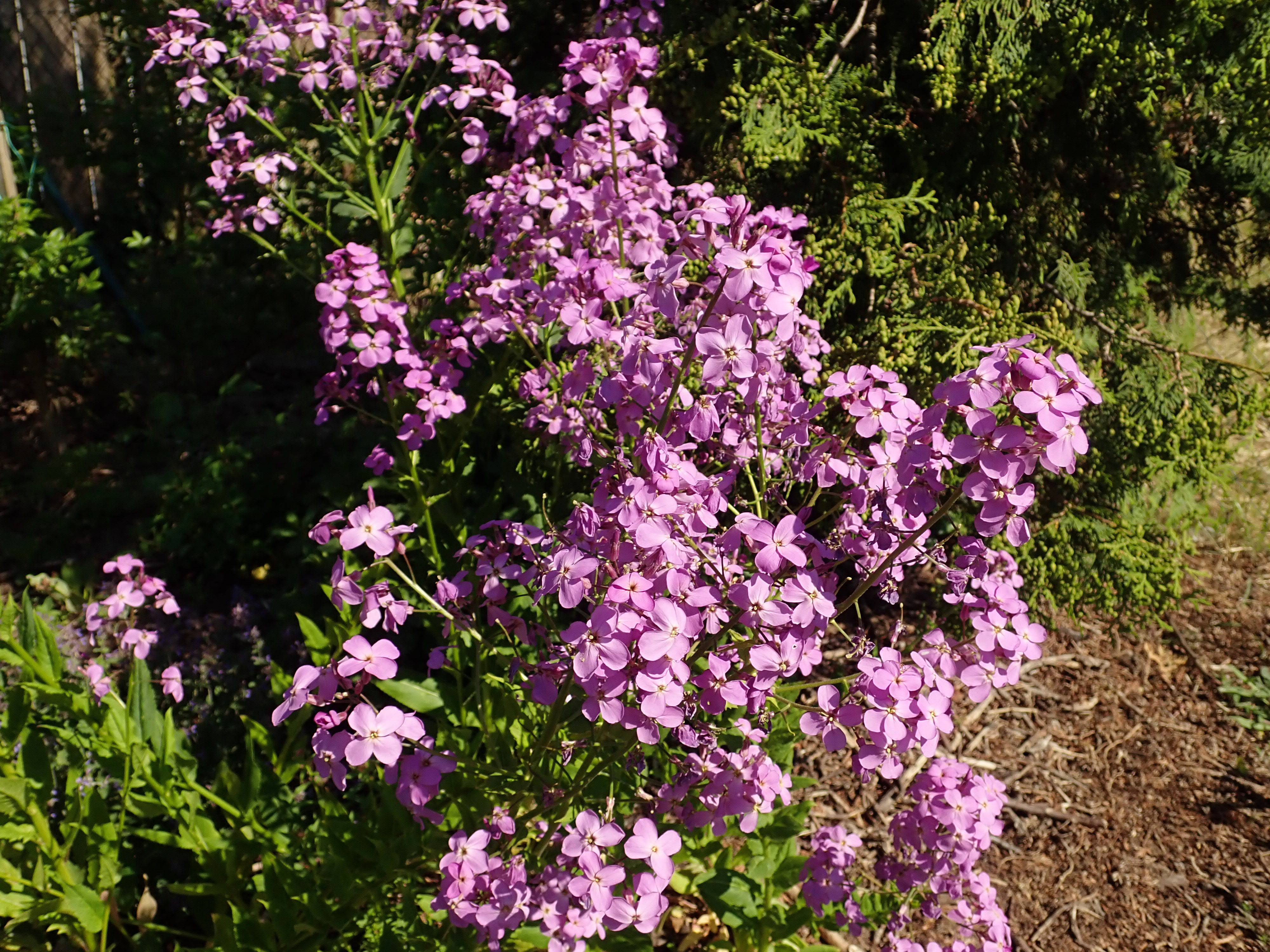
Julienne des dames naturalisée en Pologne.

Originaire du sud-est de l’Europe et d’Asie occidentale, elle s'est naturalisée en Europe centrale et méridionale.
La Julienne des dames se rencontre presque partout en France mais elle est plus rare dans les plaines du Nord, de l'Ouest et du Midi. On la trouve en Suisse à l'étage des collines et en montagne, parmi les buissons, rives et décombres.

### Tendance à l'invasion en Amérique du nord
La Julienne des dames a été importée en Amérique du Nord au XVIIe siècle où elle s'est naturalisée. C'est même une plante invasive dans certaines régions des États-Unis (Connecticut, Colorado, Massachusetts). En 2008 elle est listée au Canada comme invasive à faible potentiel (« low level invasive ») ; en 1993 elle était considérée comme un problème sérieux seulement dans le sud-ouest de l'Ontario. Sa présence occasionnelle dans les champs de céréales et de légumes, observée notamment en Ontario en 2006, est une source potentielle de problèmes, particulièrement pour le système d'agriculture sans labour.

## Utilisations
Elle est cultivée comme ornementale. On la trouve souvent dans les mélanges de fleurs de jachères car elle se ressème facilement[réf. nécessaire] ; elle a ainsi été utilisée dans la restauration de terrains de décharges en Virginie, et pour fournir un couvert au sol et stabiliser les accotements pentus des grandes routes dans le Massachusetts.
Les feuilles sont utilisables en médecine comme antiscorbutique, diaphorétique, diurétique, expectorant et pour provoquer des suées. Les jeunes feuilles sont riches en vitamine C et peuvent être mangées en salades (rappelant la saveur un peu amère du cresson, de même que les graines germées. Aux Pays-Bas, elle est cultivée avec des cultures comme la lucerne (Trifolium spp.), car les feuilles ne sont pas nocives au bétail et contiennent une bonne proportion de protéines.
Les graines, petites mais nombreuses, sont riches en huile,,, ce qui permettrait de l'utiliser comme huile de table - mais cet usage est peu probable car elle a selon Sonnini une saveur amère, très acre. Sa haute concentration en acide gras linoléique suggère la possibilité de l'utiliser pour la préparation de peintures et vernis de haute qualité. 

L'huile volatile (huile essentielle), ou huile de julienne, est utilisée en parfumerie. On note cependant que les fleurs des plants sauvages dans les montagnes d'Abkhazie en Russie contenaient seulement 0.2 % d'huile essentielle tandis que celles des régions de plaines basses en contenaient de 3.9 à 5.0 %.

### Lutte contre les nématodes

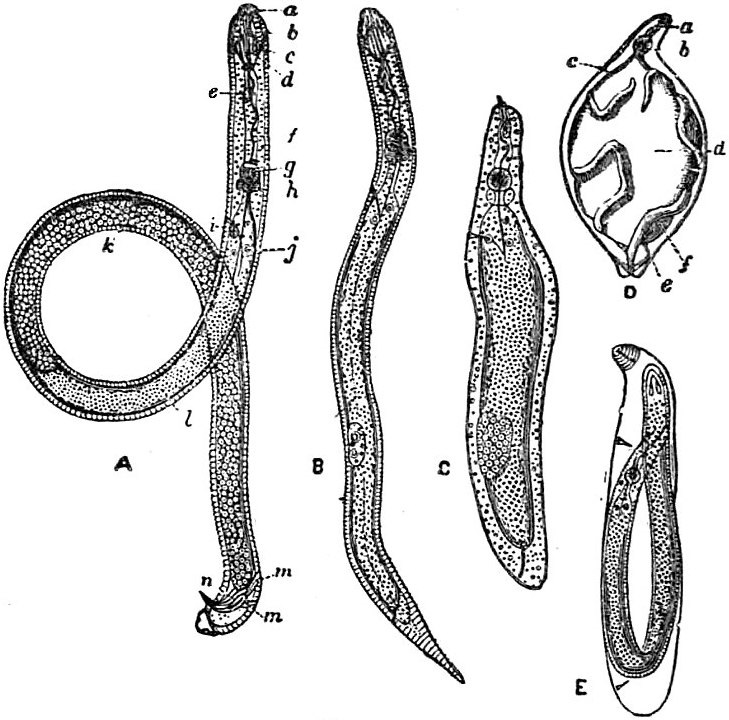
Heterodera schachtii, larves.

En Europe, la présence de H. matronalis dans un champ a amené la réduction des populations des pestes nématodes. Elle sert d'hôte pour le nématode de la betterave Heterodera schachtii, mais les larves de H. schachtii qui parasitent cette plante ne peuvent presque jamais y atteindre le quatrième stade de leur développement ; et en réalité les populations de H. schachti y déclinent fortement (66 %) tandis que leur déclin dans des céréales n'atteint que 38 %. Une étude sur  9 ans (publiée en 1978) en ancienne Tchécoslovaquie a démontré une baisse du nombre de cystes d'Heterodera schachtii dans le sol. Dans plusieurs cultures aux Pays-Bas, on a constaté l'envahissement des racines de H. matronalis par Heterodera spp. mais le nématode ne s'y est pas développé. 

Des expériences in vivo (en champs) dans le même pays sur le nématode cécidogène du Nord Meloidogyne hapla a constaté que les populations de ce nématode décroissent de 80 à 100 % avec H. matronalis et Tagetes minuta) L., tandis qu'elles restent inchangées ou augmentent en nombre avec toutes les espèces de dicotylédones testées.

## Problèmes associés
La banque de données de parasites des plantes en Europe, tenue par Willem N. Ellis, liste 24 parasites pour cette plante. Plusieurs d'entre eux sont cités ci-dessous.

### Virus
Il a été suggéré qu'elle est susceptible de servir d'hôte intermédiaire pour un certain nombre de virus associés aux plantations de crucifères, et qu'à ce titre elle pourrait poser un problème.
Au Canada et dans le nord des États-Unis, elle est un hôte intermédiaire pour les virus de la mosaïque de la betterave, du chou-fleur, du radis (en), de la courge (en) et du navet. En Colombie-Britannique (Canada), le virus de la mosaïque du plantain (en)
et le virus de la mosaïque du concombre ont été trouvés sur des plants de H. matronalis cultivés et sur des plants sauvages ; la plante s'est avérée hôte non-symptomatique d'une souche québécoise du virus de la mosaïque du concombre, et, en Hongrie, du virus de la tache annulaire noire de la tomate (en). Aucun des virus ne s'est transmis par les graines entre les parents hôtes affectés et leur descendance. 

En Italie plusieurs cultures médicinales et aromatiques incluant des cultures de H. matronalis, ont été affectées par des maladies virales transmise par des aphides, dont le virus du flétrissement de la fève et le virus de la mosaïque jaune du navet - avec parfois des infections de ces deux virus combinés.

### Champignons pathogènes

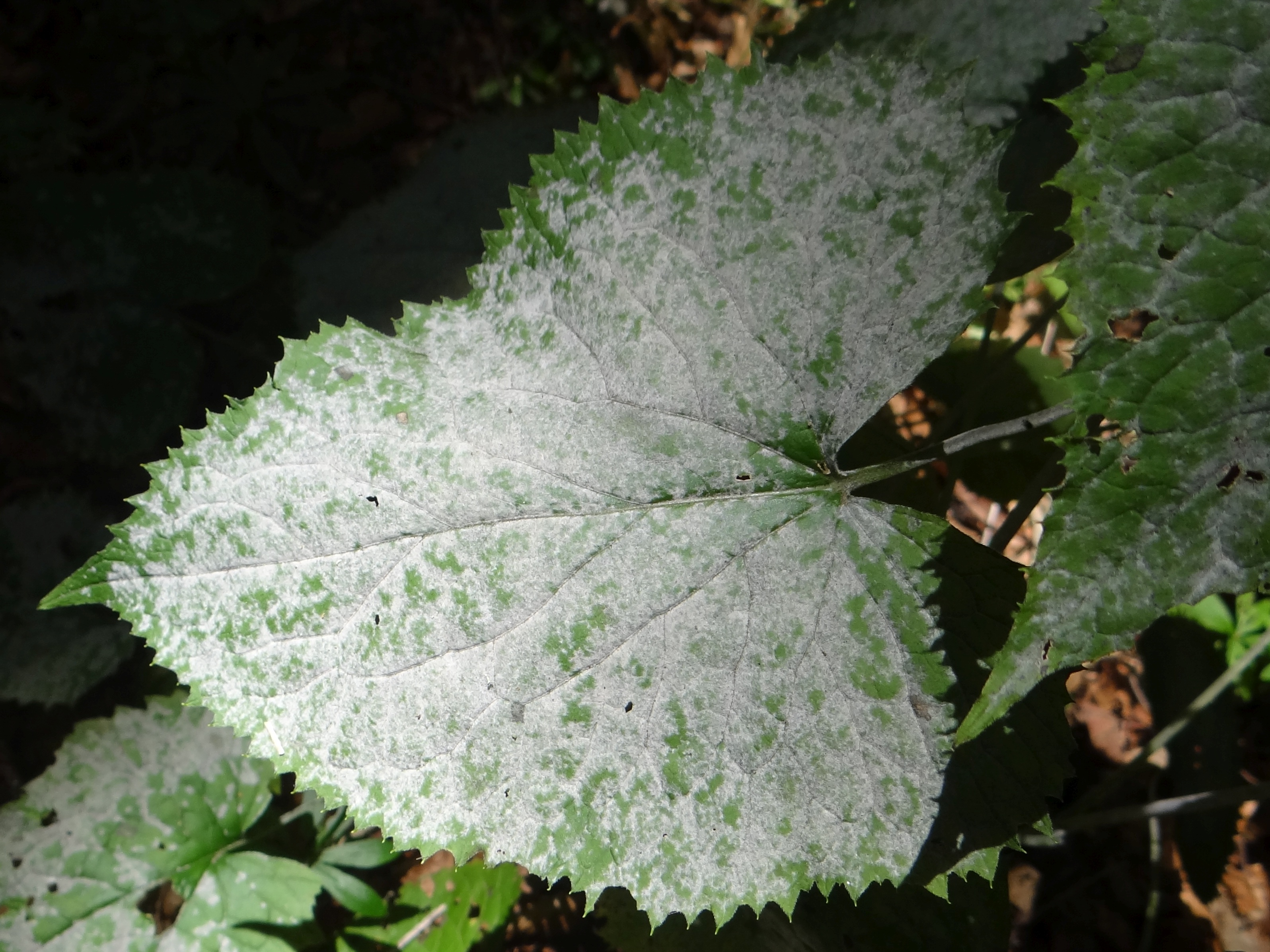
Erysiphe cruciferarum
sur Thlaspi arvense.

La plante ne fait pas partie de la liste des hôtes de champignons pathogènes au Canada en 1986 et les occurrences relevées y sont rares : un cas de mildiou par Peronospora parasitica (Pers. ex Fr.) en Ontario (1967), un autre en Saskatchewan de pourriture et flétrissement associé à un Rhizoctonia. Aux États-Unis, plusieurs cas sont cités entre 1923 et 1959 : Albugo candida (New York), Peronospora parasitica (New York, Pennsylvanie et Wisconsin), et Plasmopara brassicae (New Jersey, mais erreur probable). Tous les autres cas cités sont en Europe ou en Asie occidentale : 
Erysiphe pisi var. cruciferarum (Finlande, Royaume-Uni) ; Erysiphe cruciferarum (Autriche, Biélorussie, ancienne Tchécoslovaquie, Finlande, France, Allemagne, Hongrie, Italie, Norvège, Pologne, Roumanie, Suède, Suisse et ancienne URSS) ; Oidium sp. (ancienne URSS) ; 
Peronospora hesperidis (république Tchèque) ; Peronospora parasitica (Ecosse) ; Ramularia matronalis (Suède) ; Septoria hesperidis ou Peronospora hesperidis (Arménie) ; Leptosphaeria maculans (Royaume-Uni) ; Plasmodiophora brassicae (Europe centrale) ; Verticillium dahliae (Italie).

### Phytoplasmes
En Alberta au Canada, un phytoplasme non identifié a été trouvé en 1996 dans les cellules du phloème de H. matronalis pour la première fois, causant un nouveau type de jaunisse (similaire à la jaunisse de l'asclépiade (en), la jaunisse de la vigne, la jaunisse de l'orme (en) ou la jaunisse de l'aster), et qui est vraisemblablement transporté par les cicadelles.

### Larves d'insectes
|                           |  |  |
| Plutella porrectella (en) |  |  |

Elle sert d'hôte aux larves de plusieurs insectes attirés par les crucifères : mouche du chou (Delia radicum ou Hylemya brassicae,,), 
papillon Aurore (Anthocharis cardamines), 
piéride du chou (Pieris brassicae), 
piéride du navet (Pieris napi ou Artogeia napi), 
et des papillons de nuit comme le plutella (Plutella porrectella (en)) ou Rhigognostis incarnatella (en).

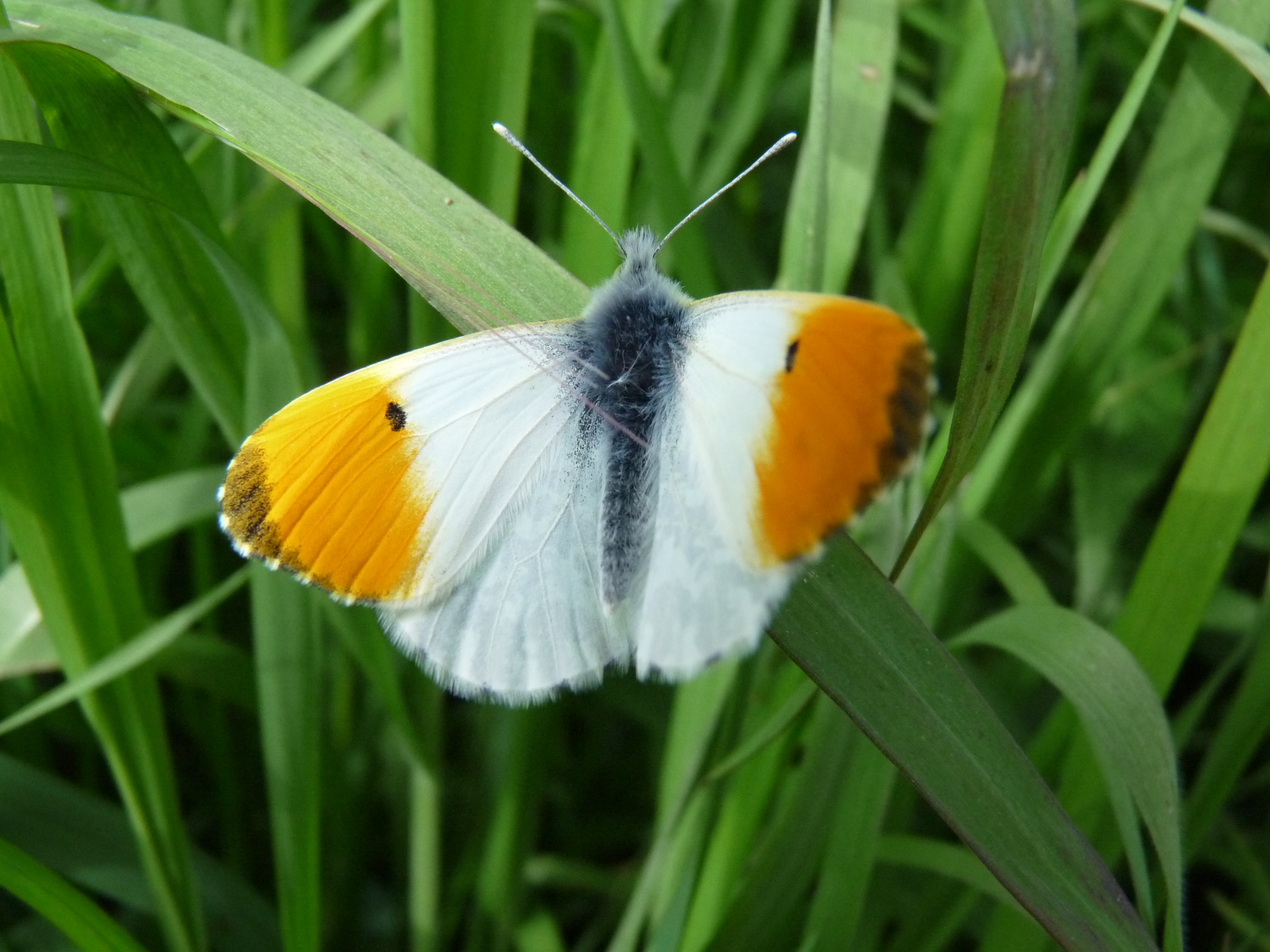
papillon Aurore (Anthocharis cardamines)
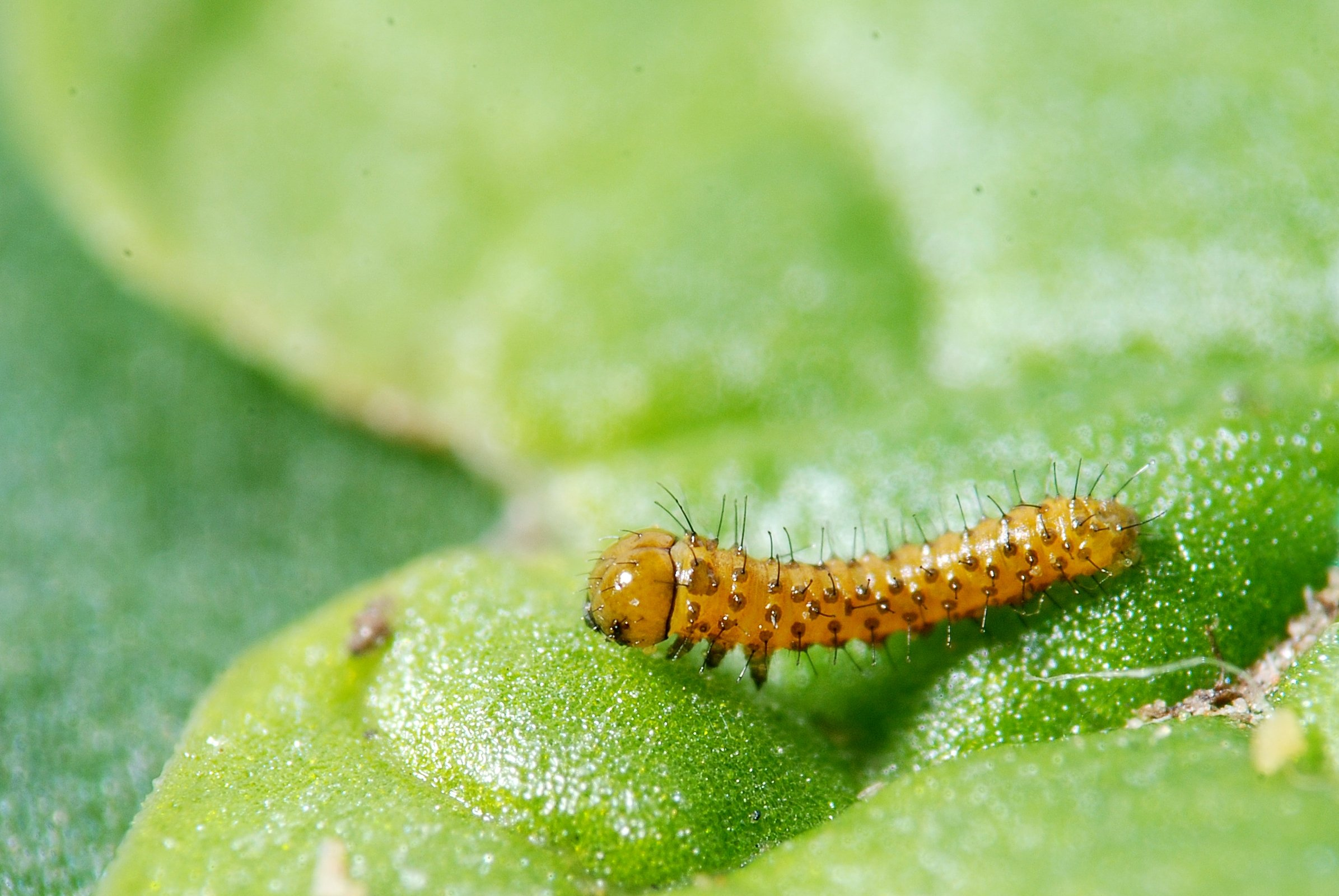
Chenille de papillon Aurore, premier stade
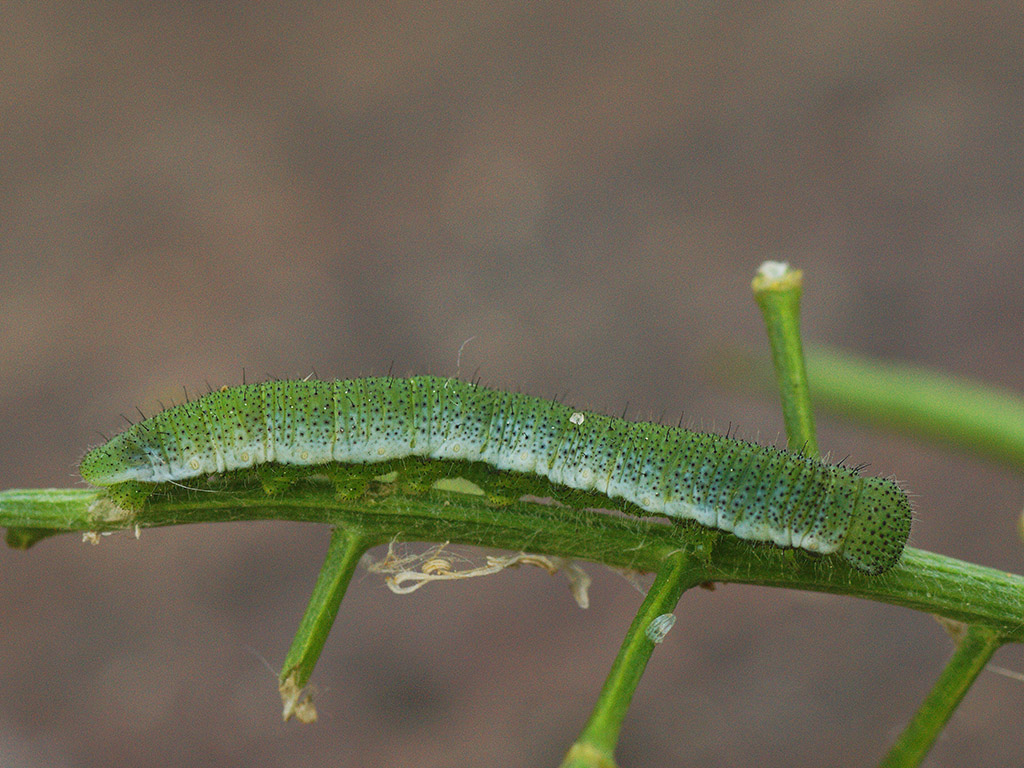
Chenille de papillon Aurore
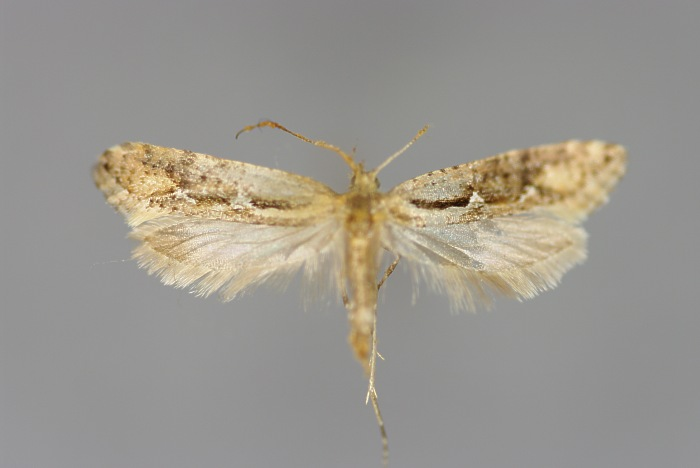
Rhigognostis incarnatella (en)

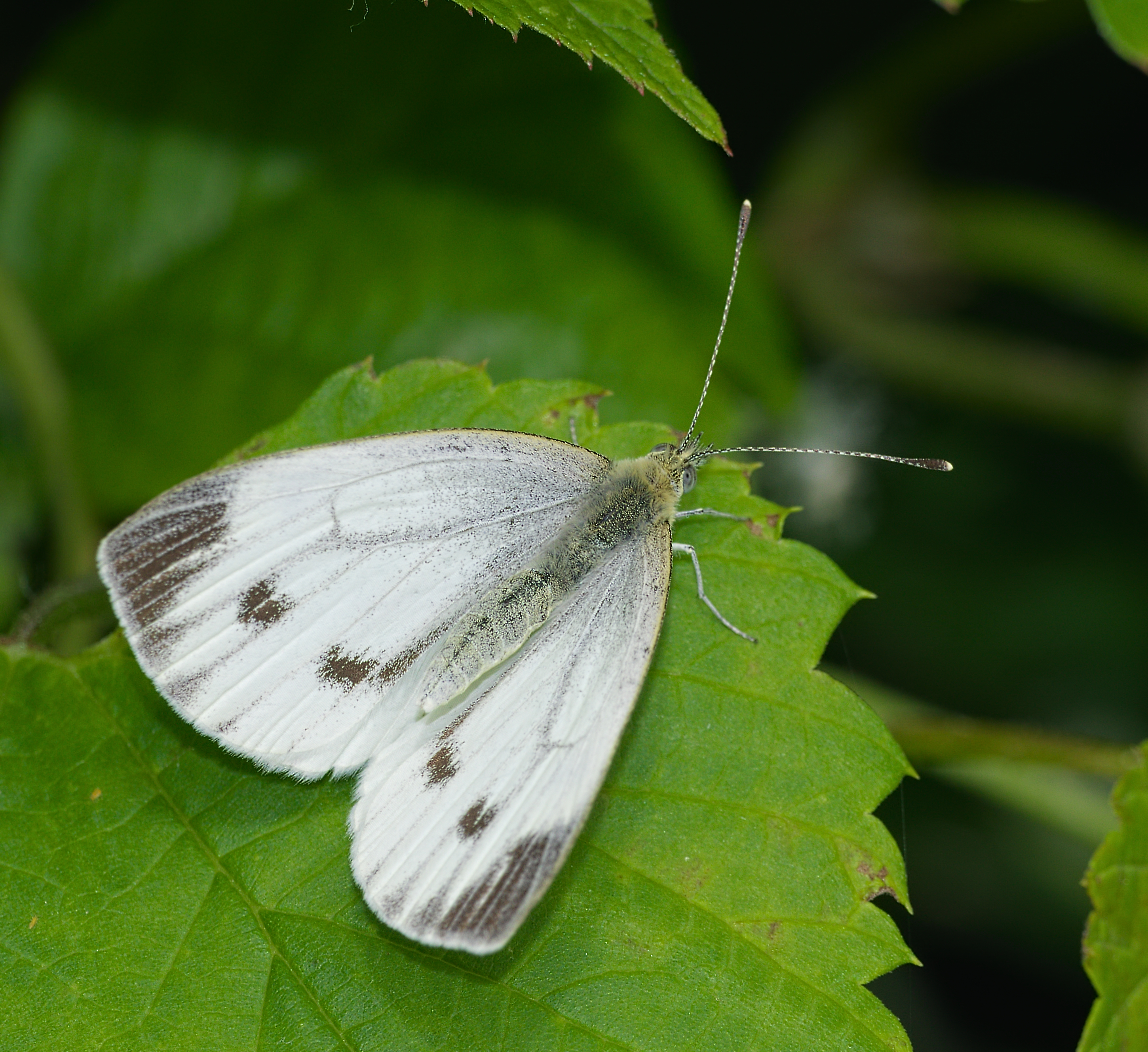
Piéride du navet (Pieris napi)
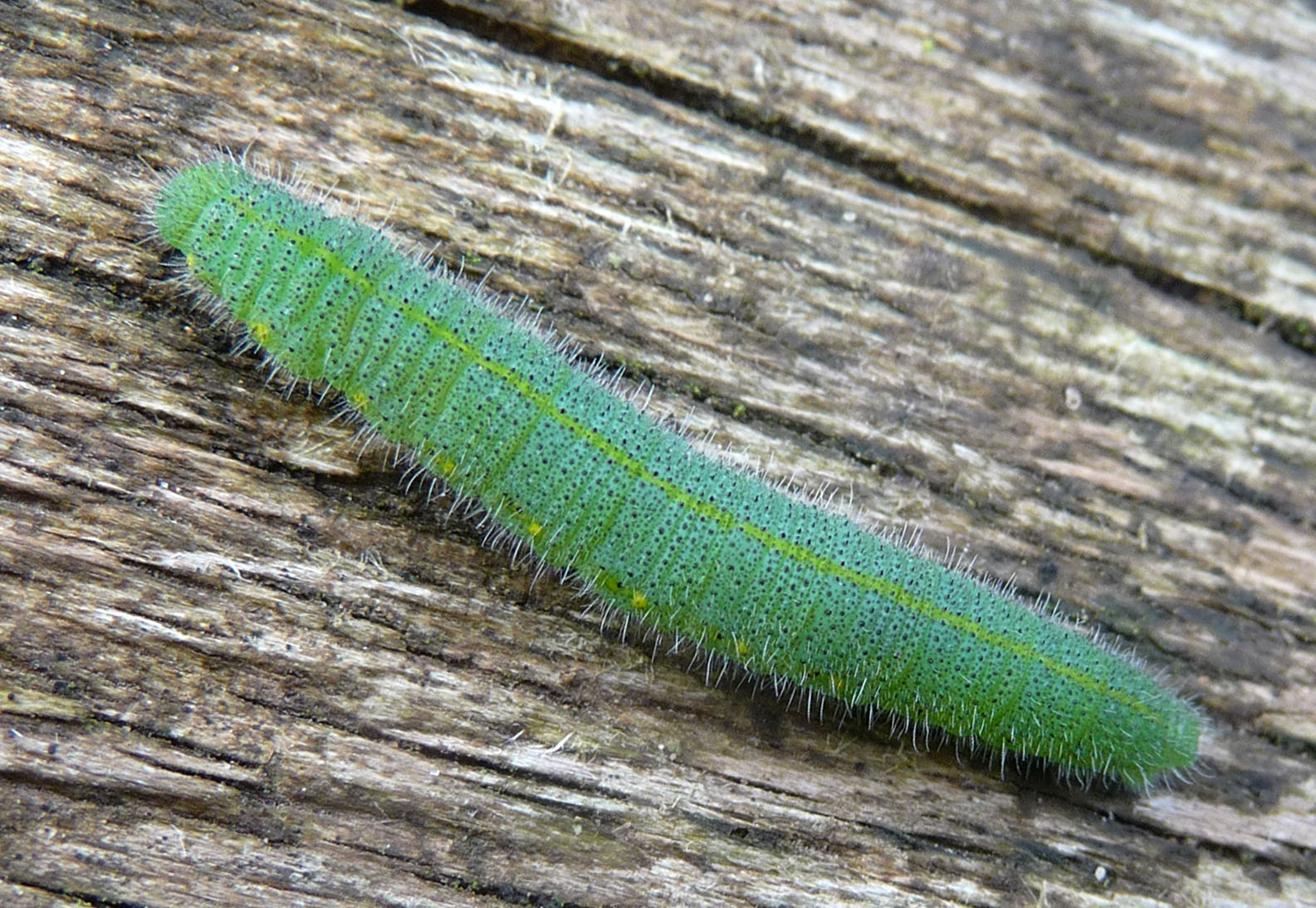
Piéride du navet, chenille

Chez les coléoptères, Meligethes matronalis (synonyme Brassicogethes matronalis) fait de cette plante son hôte privilégié en début d'été,. 

La plante est aussi associée à Meligethes reitteri en Serbie. 

Dans le nord-ouest de l'Europe, Ceutorhynchus inaffectatus en fait sa seule nourriture et ses larves s'y développent ; les effluves volatiles de la fleur semblent en déclencher la ponte, qui est placée sur les fleurs et les capsules de graines, et cet insecte induit la formation de galles sur les tiges et les capsules.

### Références

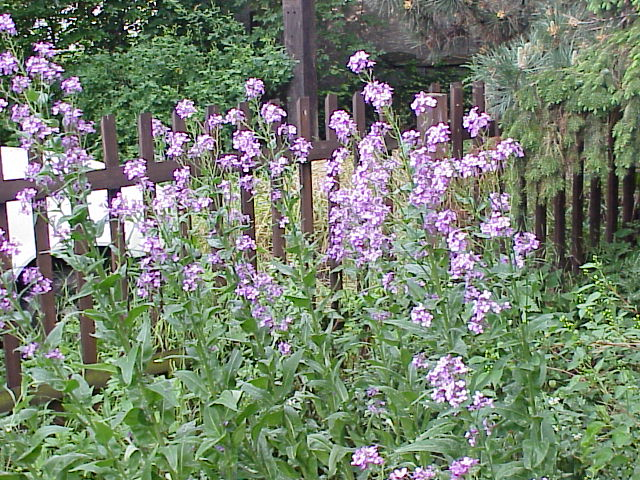
Touffe.